# Ludia comorensis
Ludia comorensis är en videväxtart som beskrevs av Joseph Marie Henry Alfred Perrier de la Bâthie. Ludia comorensis ingår i släktet Ludia och familjen videväxter. Inga underarter finns listade i Catalogue of Life.